# Bonnie Mürsch
Bonnie Reinhardt Mürsch (født 11. august 1941 i København) er en dansk advokat med møderet for Højesteret.
Mürsch er tidligere formand for Foreningen til Hovedstadens Forskønnelse 1987-1997 og Det Særlige Bygningssyn 1991-1994. Hun er en fremtrædende debattør og skribent i arkitekturdebatter, særligt mht. hovedstaden. I 2018 var Bonnie Mürsch medstifter af kulturarvsorganisationen Kultur & Arv.
Hun er datter af fabrikant Johnny Mürsch og hustru mannequin, agent Henny Reinhardt, blev student fra Bagsværd Kostskole og studerede med et Fulbright-legat på Occidental College i USA 1959. Hun blev cand.jur. fra Københavns Universitet, modtog British Council Scholarship for Young European Lawyers og har drevet egen advokatvirksomhed i Gothersgade i København siden 1981. 1992 modtog hun Eisenhower Fellowship, 1997 Unidanmark-Fondens Initiativpris, 1998 Absalon-Prisen, samme år Hovedstadens Æresforskønnelsesnål og Frederiksberg Sparekasses Fonds Hæderspris. Hun er Ridder af Dannebrog.
Bonnie Mürsch udgav i 2011 i samarbejde med Forlaget Rhodos og ZOO bogen "NOAHs ARK – en billedbog med rim og remser" fotograferet af Jens Frederiksen. Bogens mere en 1400 illustrationer viser mange af København og omegns imponerende dyreudsmykninger. Bogen har sin egen hjemmeside hvor bogens brugere bl.a. kan indsende nyfundne dyremotiver .